# Ellhöft
Ellhöft település Németországban, Schleswig-Holstein tartományban. A település északon közvetlenül Dániával határos. Lakosainak száma 113 fő (2023. december 31.).

## Földrajza és közlekedés
Az önkormányzat Süderlügum településtől nem messze található, a Dán határ közvetlen közelében, az 5 számú szövetségi út mentén, a Zöld part úttól keletre, a település mellett megfigyelhető Geest nevezetű földrajzi képződmény.
Böglum (dánul: Bøvlund), Struxbüll (Struksbøl) és Ellhöftfeld területek tartoznak még a településhez.

## Népesség
A település népességének változása:
| Lakosok száma | 139  | 103  | 100  | 105  | 109  | 112  | 113  |
|               | 1975 | 2014 | 2017 | 2019 | 2021 | 2022 | 2023 |

## Története
A település területén már a kőkorszak óta laktak emberek. Ellhöft-öt először 1543-ban említették írásban. A helységnév a Dán nyelvből származik. El(le) az éger és -tartott (németül-holft) szavak kombinációjából jött létre a Ellhöft név.

## Politika
A 2013. május 26-i választásokon a WGE választóközösség megnyerte az önkormányzati tanács mind a hét helyét. A részvételi arány 73,8% volt.

## Gazdaság
1995-ben egy szélerőmű társaság jött létre a településen, 2000-ben Ellhöft község mellett megnyitották az első szélerőmű-parkjukat ami a mai napig üzemel.

## Fordítás
Ez a szócikk részben vagy egészben a Ellhöft című német Wikipédia-szócikk fordításán alapul. Az eredeti cikk szerkesztőit és forrásait annak laptörténete sorolja fel.